# رونالدو مورایس سیلوا
رونالدو مورایس سیلوا (پرتغالی: Ronaldo Morais Silva؛ زادهٔ ۱۰ ژوئیهٔ ۱۹۶۲) بازیکن فوتبال اهل برزیل بود.
از باشگاه‌هایی که در آن بازی کرده‌است می‌توان به باشگاه ورزشی اینترناسیونال، باشگاه فوتبال کورینتیانس، باشگاه فوتبال گرمیو، و باشگاه فوتبال سانتوس اشاره کرد.
وی همچنین در تیم ملی فوتبال برزیل بازی کرده‌است.
وی در مسابقات کشوری و بین‌المللی در مجموع برندهٔ ۱ مدال نقره شده‌است.